# Mine de Družba
La mine de Družba est une mine à ciel ouvert de charbon située en République tchèque,.